# Осетер китайський
Осетер китайський (Acipenser sinensis) — вид риб родини осетрових. Вчені вважають, що цей вид риб існував принаймні вже 140 мільйонів років тому. Тому його іноді називають живим викопним. Довжина до 5 м, вага до 550 кг. Китайський осетер мешкає вздовж узбережжя Китаю в східних областях і мігрує в річки по досягненні статевої зрілості. Також зустрічається в притоках річки Янцзи.

## Див. також

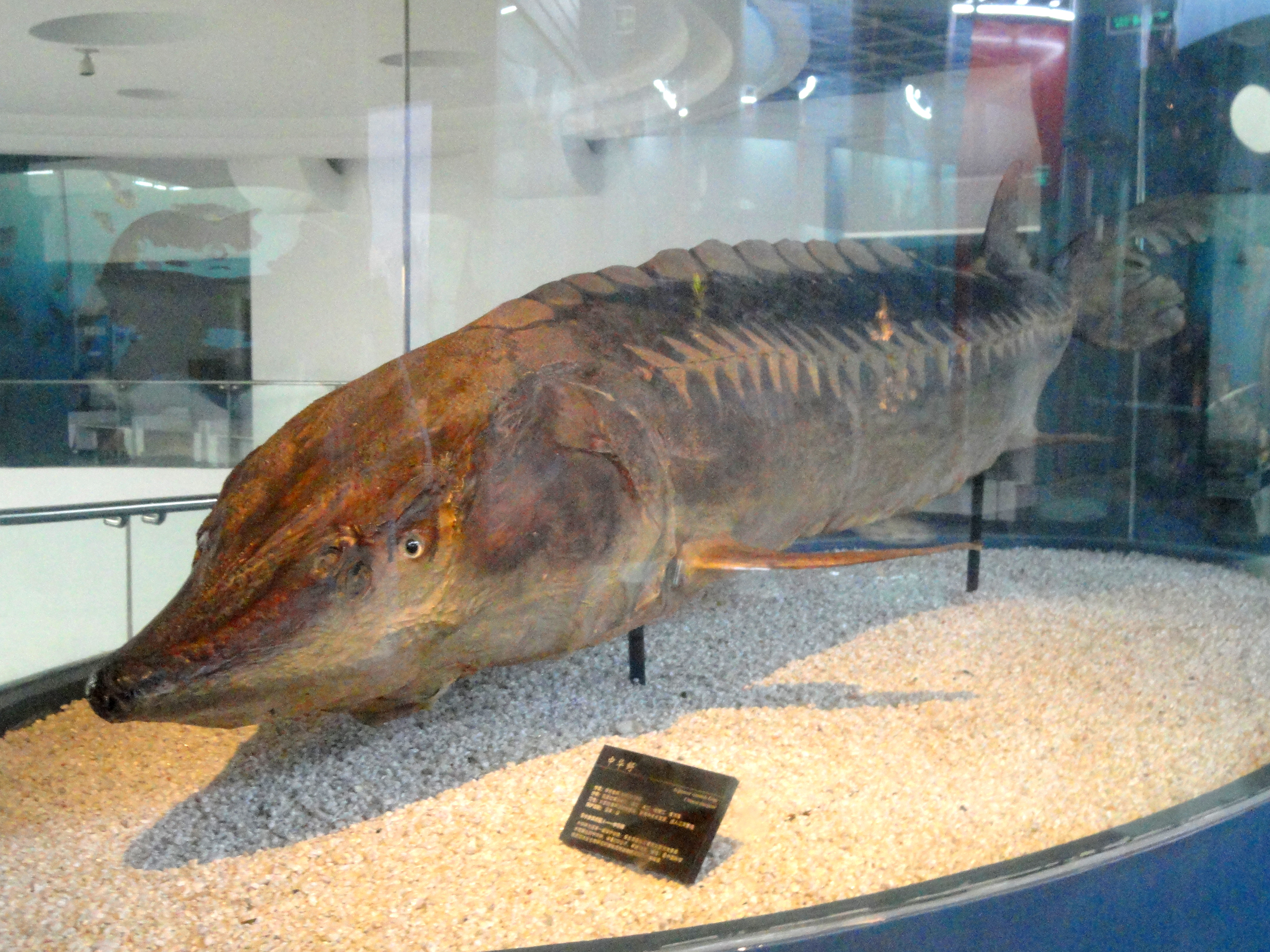
Виставка в Куньміні — Музей природної історії зоології Куньмін, Юньнань, Китай